# شامبورغ (إلينوي)
شامبورغ (بالإنجليزية: Schaumburg, Illinois)‏ هي قرية تقع في الولايات المتحدة في إلينوي. يقدر عدد سكانها بـ 74,227 نسمة .

## التركيبة السكانية
حدّد مكتب تعداد الولايات المتحدة بيانات التركيبة السكانية لشامبورغ في تعداد الولايات المتحدة. في ما يلي، التركيبة السكانية حسب تعدادي 2000 و2010.

### تعداد عام 2000
بلغ عدد سكان شامبورغ 75,386 نسمة بحسب تعداد عام 2000، وبلغ عدد الأسر 31,799 أسرة وعدد العائلات 19,308 عائلة مقيمة في القرية. في حين سجلت الكثافة السكانية 1,500.2 نسمة لكل كيلومتر مربع (3,885.5/ميل2). وبلغ عدد الوحدات السكنية 33,093 وحدة بمتوسط كثافة قدره 658.6 لكل كيلومتر مربع (1,705.8/ميل2).
وتوزع التركيب العرقي للقرية بنسبة 78.78% من البيض و3.35% من الأمريكيين الأفارقة و0.10% من الأمريكيين الأصليين و14.19% من الأمريكيين ذوي الأصول الآسيوية و0.06% من سكان جزر المحيط الهادئ و1.73% من الأعراق الأخرى و1.78% من عرقين مختلطين أو أكثر و5.29% من الهسبانيون أو اللاتينيون من أي عرق.
بلغ عدد الأسر 31,799 أسرة كانت نسبة 29.7% منها لديها أطفال تحت سن الثامنة عشر تعيش معهم، وبلغت نسبة الأزواج القاطنين مع بعضهم البعض 49.9% من أصل المجموع الكلي للأسر، ونسبة 8.1% من الأسر كان لديها معيلات من الإناث دون وجود شريك،  بينما كانت نسبة 2.7% من الأسر لديها معيلون من الذكور دون وجود شريكة وكانت نسبة 39.3% من غير العائلات. تألفت نسبة 32.3% من أصل جميع الأسر من عدة أفراد يعيشون في نفس المنزل ونسبة 7.8% كانت تتألف من شخص يعيش بمفرده يبلغ من العمر 65 عاماً أو أكثر. وبلغ متوسط حجم الأسرة المعيشية 2.36، أما متوسط حجم العائلات فبلغ 3.07.
بلغ العمر الوسطي للسكان 35.3 عاماً. وكانت نسبة 21.9% من القاطنين تحت سن الثامنة عشر، وكانت نسبة 8.3% بين الثامنة عشر والرابعة والعشرين عاماً، ونسبة 36.3% كانت واقعةً في الفئة العمرية ما بين الخامسة والعشرين والرابعة والأربعين عاماً، ونسبة 24% كانت ما بين الخامسة والأربعين والرابعة والستين، ونسبة 8.9% كانت ضمن فئة الخامسة والستين عاماً فما فوق. يوجد لكل 100 أنثى 95.4 ذكر، ويوجد لكل 100 أنثى في الثامنة عشر من عمرها فما فوق 92.7 ذكر.
بلغ متوسط دخل الأسرة في القرية 58,487 دولارًا، أما متوسط دخل العائلة فبلغ 78,356 دولارًا. وكان متوسط دخل الذكور 52,841 دولارًا مقابل 40,167 دولارًا للإناث. وسجل دخل الفرد الخاص بالقرية 37,696 دولارًا. وكانت نسبة 0% من العائلات ونسبة 2% من السكان تحت خط الفقر، وكان من هؤلاء نسبة 0% تحت سن الثامنة عشر ونسبة 0% في الخامسة والستين من العمر وما فوق.

### تعداد عام 2010
بلغ عدد سكان شامبورغ 74,227 نسمة بحسب تعداد عام 2010، وبلغ عدد الأسر 31,539 أسرة وعدد العائلات 19,363 عائلة مقيمة في القرية. في حين سجلت الكثافة السكانية 1,477.2 نسمة لكل كيلومتر مربع (3,825.9/ميل2). وبلغ عدد الوحدات السكنية 33,610 وحدة بمتوسط كثافة قدره 668.9 لكل كيلومتر مربع (1,732.4/ميل2).
وتوزع التركيب العرقي للقرية بنسبة 70.43% من البيض و4.21% من الأمريكيين الأفارقة و0.22% من الأمريكيين الأصليين و19.85% من الأمريكيين ذوي الأصول الآسيوية و0.03% من سكان جزر المحيط الهادئ و2.83% من الأعراق الأخرى و2.43% من عرقين مختلطين أو أكثر و8.83% من الهسبانيون أو اللاتينيون من أي عرق.
بلغ عدد الأسر 31,539 أسرة كانت نسبة 28.6% منها لديها أطفال تحت سن الثامنة عشر تعيش معهم، وبلغت نسبة الأزواج القاطنين مع بعضهم البعض 48.8% من أصل المجموع الكلي للأسر، ونسبة 9.3% من الأسر كان لديها معيلات من الإناث دون وجود شريك،  بينما كانت نسبة 3.4% من الأسر لديها معيلون من الذكور دون وجود شريكة وكانت نسبة 38.6% من غير العائلات. تألفت نسبة 32.4% من أصل جميع الأسر من عدة أفراد يعيشون في نفس المنزل ونسبة 9.3% كانت تتألف من شخص يعيش بمفرده يبلغ من العمر 65 عاماً أو أكثر. وبلغ متوسط حجم الأسرة المعيشية 2.34، أما متوسط حجم العائلات فبلغ 3.02.
بلغ العمر الوسطي للسكان 37.8 عاماً. وكانت نسبة 20.4% من القاطنين تحت سن الثامنة عشر، وكانت نسبة 7.7% بين الثامنة عشر والرابعة والعشرين عاماً، ونسبة 32.2% كانت واقعةً في الفئة العمرية ما بين الخامسة والعشرين والرابعة والأربعين عاماً، ونسبة 27.4% كانت ما بين الخامسة والأربعين والرابعة والستين، ونسبة 12.3% كانت ضمن فئة الخامسة والستين عاماً فما فوق. وتوزع التركيب الجنسي للسكان بنسبة 48.3% ذكور و51.7% إناث.

## أعلام
- جيسيكا مو
- باول جاستن
- كريس مولر
- مارك سيمبسون
- سوزان داوني